# Otto Lessel
Otto Lessel (9. juni 1906 i Łódź, Polen-?) var en polsk født dansk atlet medlem af IK99. Han vandt tre medaljer ved de danske mesterskab i højdespring 1930-1932.
Otto Lessel kom som 4-årig med sine polske forældre til Danmark i 1910.

## Danske mesterskaber
- Sølv 1932 Højdespring 1,70
- Sølv 1931 Højdespring 1,78
- Bronze 1930 Højdespring 1,75